# 프란츠 슈티글러와 찰리 브라운의 조우
프란츠 슈티글러와 찰리 브라운의 조우(독일어: Begegnung zwischen Franz Stigler und Charles Brown)는 제2차 세계대전 중 독일 본토 방공전 당시인 1943년 12월 20일에 독일 국방군 공군 전투조종사 프란츠 슈티글러가 반파된 미군 폭격기 조종사 찰리 브라운을 포착하고도 격추하지 않고 공해상까지 호위비행한 사건이다. 제2차 세계대전 중 발생한 기사도, 인도주의적 일화로 회자된다.

## 관련된 조종사들
프란츠 슈티글러(Franz Stigler: 1915년-2008년 3월 22일)
- 바이에른 루프트한자 민항기 조종사 출신
- 당시 계급  중령(Oberstleutnant)
- 자대 제27전투비행단 아프리카
- 보직 메서슈미트 Bf 109 전투조종사
- 당시 격추수 27기

찰스 "찰리" 브라운(Charles L. "Charlie" Brown: 1922년-2008년 11월 24일)
- 웨스트버지니아주 농촌 촌뜨기 출신
- 당시 계급  공군소위(second lieutenant)
- 자대 미국 육군 항공대 제8공군 제379폭격단
- 보직 보잉 B-17 플라잉 포트리스 폭격조종사
- 주둔지 RAF 킴볼턴

## 브레멘 임무
브라운이 조종하던 B-17 플라잉 포트리스 "오랜 술친구(Ye Olde Pub)"는 브레멘의 포케불프 Fw 190 생산시설을 폭격하라는 임무를 받고 출동했다. 제527폭격단 중대원들은 임무 브르핑에서 독일 전투기 수백 대를 마주할 것이며, 브레멘 지상에는 대공포 250문이 깔려 있다는 안내를 받았다. 브라운의 오랜 술친구 호는 편대비행의 가장자리에 배치되었다. 독일군이 편대 중앙보다 가장자리를 공격하는 것을 선호했기 때문에 더 위험한 위치였고, 살아남으면 상이군인 훈장을 받게 될 것이라고 하여 "퍼플 하트 모서리"라고도 불렸다. 임무 중 다른 폭격기 한 대가 기계 문제로 이탈하자 오랜 술친구 호는 대형 앞으로 이동했다.
당시 오랜 술친구 호의 승무원은 다음과 같았다.
- 육군항공대 소위 찰스 "찰리" 브라운: 조종사 / 편대장[6]
- 육군항공대 소위 스펜서 "핑키" 루크: 부조종사[7]
- 육군항공대 소위 앨 "닥" 사독: 항법사[8]
- 육군항공대 소위 로버트 "앤디" 앤드루스: 폭격수[8]
- 육군항공대 병장 버트런드 "프렌치" 콜롬브: 등면포탑수, 기관수[9]
- 육군항공대 병장 딕 페차웃: 무전수[10]
- 육군항공대 병장 휴 "에키" 에켄로드: 꼬리날개사수[10]
- 육군항공대 병장 로이드 제닝스: 좌중앙총좌수[10]
- 육군항공대 병장 알렉스 "러시아놈" 옐레산코: 우중앙총좌수[11]
- 육군항공대 병장 샘 "블랙키" 블랙퍼드: 배면포탑수[12]

브라운의 플라잉 포트리스는 기온 섭씨 영하 60도의 고도 8,300 미터에서 10분간 폭탄을 쏟아붓기 시작했다. 폭탄적재창을 열려는데 대공포탄이 플렉시 기수를 깨뜨리고 2번 엔진을 완파시킨 뒤 4번 엔진도 파손시켰다. 이 시점에서 오랜 술친구 호의 상태는 이미 엉망이 되었고, 엔진 과회전을 방지하기 위해 비행속력을 줄일 수밖에 없었다. 파손으로 인해 속도가 더욱 느려진 오랜 술친구 호는 대형에서 낙오되었다. 언제든지 적의 공격을 받을 수 있는 상태에 빠진 것이다.

## 피격과 호위
브라운의 낙오기에 JG 11의 적기 십수 기(메서슈미트 Bf 109, 포케불프 Fw 190 혼성편대)가 달려들어 열 번 이상 공격을 퍼붓기 시작했다. 3번 엔진이 피격되어 동력이 절반으로 떨어졌다. 이로써 오랜 술친구 호의 총 동력은 원래의 40%밖에 남지 않게 되었다. 산소계통, 유압계통, 전자계통도 모조리 고장났고, 승강키 절반과 좌현 승강기, 기수도 날아갔다. 총좌수들이 운용해야 하는 무기들은 모종의 이유로 모두 고장난 상태였다. 이로써 오랜 술친구 호가 운용할 수 있는 무장은 상부 포탑의 2정과 기수의 자위용 기관총 3정 중 1정밖에 남지 않았다. 승무원들은 대부분 부상을 입었다. 후방총좌수 에켄로드는 머리에 파편을 맞고 목이 잘렸다. 우중앙총좌수 옐레산코는 다리에 치명적인 파편상을 입었다. 배면포탑수 블랙퍼드는 군복의 전열선이 떨어져 발이 얼어붙었다. 무선수 페차웃은 파편에 눈을 맞았고, 조종사 브라운도 오른쪽 어깨에 부상을 입었다. 비상용 모르핀 주사기도 모두 얼어붙어 버렸고, 무전기는 박살났으며 폭격기 동체도 반파되었다. 이 와중에도 에켄로드를 제외한 나머지는 모두 기적적으로 목숨이 붙어 있었다.
JG 11이 떨어져 나간 뒤 걸레짝이 된 브라운의 오랜 술친구 호는 독일 공군 지상인원들에게 포착되었다. 이 때 프란츠 슈티글러 중령이 연료와 탄약을 채우기 위해 비행장에 착륙해 있었다. 슈티글러는 곧 메서슈미트 Bf 109 G-6을 몰고 이륙해 오랜 술친구 호를 금세 따라잡았다. 뼈대가 다 드러난 폭격기 속에 만신창이가 된 승무원들이 보였다. 슈티글러가 다 죽어가는 폭격기에 무장을 발사하지 않자 브라운은 놀랐다. 슈티글러는 JG 27 비행단장 로스타프 뢰델이 북아프리카에서 날던 시절 “만일 자네가 낙하산을 쏘는 걸 내가 보거나, 그랬다는 얘기가 내 귀에 들린다면, 내 손으로 자네를 쏴죽여 버릴 것”이라고 말했던 것이 떠올랐다. 슈티글러는 만신창이가 된 미국 폭격기가 추락하는 낙하산과 다를 바 없다고 생각했기에 공격을 포기했다.
슈티글러는 브라운을 독일 비행장에 착륙시켜 항복을 받거나, 근처의 중립국 스웨덴으로 보내서 부상을 치료하게끔 할 생각으로 수신호를 이용해 착륙을 지시했다. 하지만 브라운을 비롯한 플라잉 포트리스 승무원들은 슈티글러의 수신호를 알아듣지 못했고 원래 날던 방향으로 계속 비행했다. 말이 통하지 않자 슈티글러는 독일 대공포가 플라잉 포트리스를 공격하는 것을 방지하기 위해서 자기 메서슈미트를 브라운의 플라잉 포트리스 좌현에 붙였다. 이후 슈티글러는 공해상으로 나갈 때까지 계속 플라잉 포트리스를 호위했다. 브라운은 슈티글러의 의도를 알 수 없었기 때문에 계속 포탑으로 슈티글러를 겨냥했다. 브라운이 자신에게 경고위협을 하는 것임을 이해한 슈티글러는 플라잉 포트리스가 독일 영공을 벗어난 것을 확인하자 경례를 붙이고 떠났다.
브라운은 400 킬로미터를 족히 날아 북해를 건너 제448전투폭격단 주둔지인 RAF 시딩에 착륙했다. 비행 후 복명 때 브라운을 비롯한 생환 장교들은 독일 전투조종사 한 명이 자신들을 살려 주었다고 보고했다. 상부에서는 적에 대해 긍정적 감상을 가지게 되는 것을 우려해 다른 데서 두 번 다시 그 이야기를 꺼내지 말 것을 명했다. 브라운은 훗날 슈티글러와 재회한 자리에서 “어떤 작자들은 자네가 독일 콕핏에 앉아 있으면서 동시에 인간일 수는 없다고 결정하더군”이라고 말했다. 한편 슈티글러는 상관들에게 아무 말도 하지 않았다. 독일군 전투조종사로서 적을 살려 보내 줬음은 즉결처분을 각오해야 하는 일이었다. 슈티글러는 이후 메서슈미트 Me 262 제트기 부대인 제44전투단으로 옮겨 종전까지 그곳에 머물렀다.

## 전후 재회
전후 웨스트버지니아로 귀향한 브라운은 대학에 다니다 1949년 미국 공군이 독립 군종으로 창설되자 입대하여 1965년 퇴역했다. 이후 국무부 외무관료로 일하면서 라오스, 베트남 등지를 다녔다. 1972년 공직을 은퇴하고 마이애미로 이주해 재야 발명가가 되었다.
슈티글러는 1953년 캐나다로 이주했고 사업가가 되어 성공했다.
1986년 퇴역중령 브라운은 앨라배마주의 공군사령참모대학의 전투조종사 동창회 “개더링 오브 디 이글스”에서 연설 인사로 초청받았다. 누군가 2차대전 중 기억에 남는 일화가 있냐고 묻자 브라운은 독일 조종사와의 일화를 말해 주었다. 그 뒤 브라운은 이름도 모르는 그 독일 조종사를 찾아야겠다고 마음먹었다.
미국 육군 항공대, 미국 공군, 서독 공군을 4년간 찾아다녔지만 아무 단서를 찾을 수 없었다. 그러다 브라운은 전투조종사협회 뉴스레터에 편지를 투고했다. 몇 달 뒤 슈티글러가 지금은 캐나다에 살고 있다는 답장을 보내왔다. 전화가 연결되자 슈티글러는 브라운에게 브라운의 폭격기의 상태, 호위비행, 마지막 경례까지 모든 상황을 그대로 술회하여 그가 바로 그 조종사였음을 확인해 주었다.
1990년 재회한 찰리 브라운과 프란츠 슈티글러는 가까운 친구로 지내다 2008년에 몇 달 차이로 둘 모두 세상을 떠났다.